# Perssoniella vitreocincta
Perssoniella vitreocincta loài rêu tản duy nhất thuộc họ chi Perssoniella, họ Perssoniellaceae. Đây là loài đặc hữu của New Caledonia. Môi trường sống tự nhiên của chúng là rừng khô nhiệt đới hoặc cận nhiệt đới.